# 孙海燕

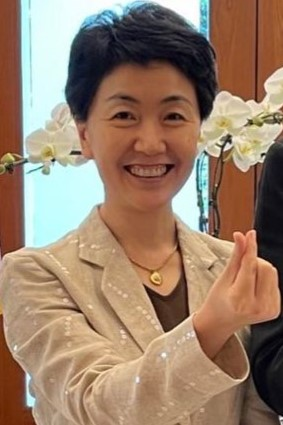
孙海燕 (2022)

孙海燕（1972年4月—），女，河北河间人，1990年4月加入中国共产党，中华人民共和国外交官，现任中共中央对外联络部副部长，曾任中国驻新加坡大使。

## 生平
孙海燕毕业于北京大学法学院和日本九州大学法学院。1997年，进入中共中央对外联络部工作，曾任中联部研究室副主任、当代世界研究中心主任、中联部信息传播局局长兼中联部新闻发言人。2018年8月，任中联部一局局长。2022年5月，出任中华人民共和国驻新加坡大使。2023年7月，自驻新加坡大使离任，转任中共中央对外联络部副部长。